# Bon Iver, Bon Iver
Albums de Bon Iver
Blood Bank (EP)
(2009) 22, A Million
(2016)
Bon Iver, Bon Iver est le deuxième album studio du groupe américain Bon Iver, sorti le 20 juin 2011.

## Genèse de l'album
Après l'indéniable succès critique que représentait For Emma, Forever Ago, Justin Vernon a notamment participé à l'élaboration de l'album du groupe Gayngs, puis à celui de Volcano Choirs. Kanye West, séduit par son falsetto l'a également invité sur son opus My Beautiful Dark Twisted Fantasy, Justin Vernon faisant les chœurs sur la chanson Monsters. Le rappeur américain a même samplé la chanson Woods, issu de l'EP Blood Bank, pour sa chanson Lost In The World.
Toutes ces collaborations musicales ont nourri Justin Vernon, qui expliquait au site américain Pitchfork : « J'ai observé la façon dont ils étaient disposés à essayer tellement d'idées et à tenter les choses les plus bizarres dans leurs chansons, des choses qui ne marchaient peut-être pas au début, mais qu'on pouvait finalement tordre pour qu'elles fonctionnent »,.
Justin Vernon opte alors pour un changement radical dans son style musical, en sortant du style dépouillé de son premier opus, et en choisissant une musique plus raffinée. Justin Vernon explique qu'il « ne trouvait plus l'inspiration juste en s'asseyant avec une guitare ».
« Mon instrument de base n'est plus la guitare, mais l'ordinateur. En partant de sons et de thèmes improvisés, les machines m'ont permis de construire ces chansons, en ajoutant des milliers de détails, avant de beaucoup en supprimer »

## Réception
Bon Iver, Bon Iver, à la suite du grand succès critique qu'a représenté For Emma, Forever Ago, était attendu de pied ferme par l'ensemble de la presse musicale.
Le groupe met un premier single, Calgary, en ligne le 15 juin 2011 et en libre-téléchargement. Ce premier extrait est déjà décrit par le magazine l'Express comme un « petit morceau de paradis ».
La sortie de l'opus est très bien accueillie par la presse spécialisée : le site musical Metacritic lui accorde une moyenne de 86 (catégorie acclamation universelle).
Le site Pitchfork lui décerne la note de 9,5 sur 10, le classant dans la catégorie des « meilleurs albums ». Le Guardian qualifie l'opus d'« hypnotisant », tandis que la BBC soutient que l'album est « l'un des plus absorbants (...) et des plus brillants albums de l'année 2011 ». L'Express se joint aux critiques laudatives, évoquant « dix tourbillons oniriques », qualifiant l'album de « nouveau joyau » et de « majestueux ».
Seul le site américain AllMusic critique l'album, évoquant « une débâcle exagérée ».
L'album est nommé meilleur album de l'année 2011 par le website Pitchfork, et est considéré comme l'un des tout meilleurs albums de l'année,.

## Style musical
La presse remarque que l'album est « plus riche » et plus sophistiqué musicalement que le précédent, ; là où For Emma, Forever Ago se distinguait par la présence d'une guitare acoustique et de chansons dépouillées, cet album est enrichi par l'utilisation de cuivres, d'instruments à cordes, ou de pédales steel, donnant un côté « fanfare mélancolique ». Ainsi, Justin Vernon s'est entouré de pointures du milieu, comme le saxophoniste Colin Stetson, du groupe Arcade Fire, ou le guitariste Greg Leisz (en), qui a notamment travaillé avec Ray Lamontagne ou Avenged Sevenfold.
Le critique musical Alain Brunet remarque que l'instrumentation, « davantage axée sur les claviers et les ponctuations de la guitare électrique », fait ressortir le caractère « plus musique de chambre, plus soul gospelisante, plus country-bluegrass » de l'album. Les Inrocks y voient plutôt « une sorte de country polymorphe et atmosphérique ».
Au niveau de la voix, Justin Vernon laisse entendre une tessiture plus variée, avec une voix plus grave et plus profonde, alors que le premier album détonnait par le falsetto du chanteur.

## Thèmes abordés
Les chansons écrites par Justin Vernon se distinguent par leur nom : plusieurs d'entre elles portent des noms de lieux (Calgary, Lisbon, OH, ou Perth). « Le disque parle de ma relation à un endroit et de son évolution dans le temps » explique le chanteur au magazine Tsugi. « C'est à propos des cycles que chacun de nous traverse dans sa vie, des cycles qui se répètent tout en avançant. Comme le temps, les choses se répètent par périodes. Perth, le premier morceau, raconte l'éveil, le départ. La dernière partie du disque Beth/Rest est le bout du chemin ».
« J’ai conçu ce disque comme un carnet, comme une succession de petites histoires impressionnistes. Je voulais qu’il ait un aspect moins dramatique que le précédent », explique le chanteur.

## Fuite sur Internet
Le groupe annonce la sortie de l'album le 20 avril 2011, sur le site internet des labels Jagjaguwar et 4AD. Cependant, le 17 mai, l'album fut rendu momentanément disponible sur iTunes, entraînant ainsi un téléchargement massif de l'album avant sa sortie programmée, et fut également rendu disponible sur les plateformes de téléchargement illégal.
Le Nouvel Observateur avance l'hypothèse d'un coup de pub, rappelant qu'iTunes avait déjà, en 2008, divulgué l'album Consolers of the Lonely des Raconteurs.

## Liste des chansons
Toutes les chansons sont écrites par Justin Vernon.
| No  | Titre         | Durée |
| --- | ------------- | ----- |
| 1.  | Perth         | 4:22  |
| 2.  | Minnesota, WI | 3:52  |
| 3.  | Holocene      | 5:37  |
| 4.  | Towers        | 3:08  |
| 5.  | Michicant     | 3:42  |
| 6.  | Hinnom, TX    | 2:45  |
| 7.  | Wash.         | 4:59  |
| 8.  | Calgary       | 4:10  |
| 9.  | Lisbon, OH    | 1:33  |
| 10. | Beth/Rest     | 5:17  |

## Fiche de production

### Interprètes

#### Bon Iver
- Justin Vernon - guitare, voix[24]

#### Musiciens additionnels
- Sean Carey - chant
- Mike Noyce - batterie
- Rob Moïse - arrangements
- Colin Stetson - instruments à vent
- CJ Camerieri - trompettes
- Mike Lewis - basse
- Greg Leisz -  pedal steel guitar

### Équipe technique
- Matt McCaughan - réalisation